# Teorema de los ceros de Hilbert
El Nullstellensatz de Hilbert (en alemán: "teorema de los lugares de los ceros de Hilbert") es un teorema en geometría algebraica que relaciona variedades e ideales en anillos de polinomios sobre cuerpos algebraicamente cerrados. Fue probado inicialmente por David Hilbert en su artículo sobre teoría de invariantes publicado en 1893.

## Formulación
Sea {\displaystyle k} un cuerpo algebraicamente cerrado (como el de los números complejos). Considere el anillo de polinomios  {\displaystyle k[X_{1},X_{2},\dots ,X_{n}]} y sea {\displaystyle I} un ideal en este anillo. El conjunto algebraico {\displaystyle V(I)} definido por este ideal consiste de todas las n-tuplas {\displaystyle \mathbf {x} =(x_{1},\dots ,x_{n})} en {\displaystyle k^{n}} tal que {\displaystyle f(\mathbf {x} )=0} para todo {\displaystyle f} en {\displaystyle I}. El teorema de los ceros de Hilbert nos dice que si {\displaystyle p} es un polinomio en {\displaystyle k[X_{1},X_{2},\dots ,X_{n}]} que se anula en la variedad {\displaystyle V(I)},  i.e. {\displaystyle p(\mathbf {x} )=0} para todo {\displaystyle \mathbf {x} } en {\displaystyle V(I)}, entonces existe un número natural {\displaystyle r} tal que {\displaystyle p^{r}} está en {\displaystyle I}. 
Un corolario inmediato es el Nullstellensatz débil: El ideal {\displaystyle I} contiene a {\displaystyle 1} si y solo si los polinomios en {\displaystyle I} no tienen ceros en común en {\displaystyle k[X_{1},X_{2},\dots ,X_{n}]}. Equivalentemente, si {\displaystyle I} es un ideal propio en {\displaystyle k[X_{1},X_{2},\dots ,X_{n}]} entonces {\displaystyle V(I)} no puede ser vacío. Esta es la razón para el nombre del teorema; que es fácilmente demostrable a partir de esta forma "débil" usando el truco de Rabinowitsch. La suposición de que {\displaystyle k} es algebraicamente cerrado es esencial aquí; por ejemplo el ideal propio {\displaystyle (X^{2}+1)} en {\displaystyle \mathbb {R} [X]} no tiene un cero común en {\displaystyle \mathbb {R} }.
Con la notación común de la geometría algebraica, el Nullstellensatz puede ser también formulado como
I(V(J)) = {\displaystyle {\sqrt {J}}}  para todo ideal {\displaystyle J}
Aquí, {\displaystyle {\sqrt {J}}} denota el radical de {\displaystyle J} e {\displaystyle I(U)} denota el ideal de todos los polinomios que se anulan en el conjunto {\displaystyle U}. De este modo, obtenemos una correspondencia biyectiva que revierte el orden entre las variedades afines en {\displaystyle k^{n}} y los ideales radicales de {\displaystyle k[X_{1},X_{2},\dots ,X_{n}]} .